# كروبنشتيت
كربن اشتت (بالألمانية: Kroppenstedt) هي بلدة ألمانية تقع في ألمانيا في ساكسونيا أنهالت.  يقدر عدد سكانها بـ 1,624 نسمة .